# HN-5 (missile)
Pour les articles homonymes, voir HN5.
Le HN-5 (chinois : Hong Nu 5, « dame rouge ») est une famille de missiles sol-air portatifs très courte portée de première génération, basée sur une technologie soviétique. La traduction littérale de Hong Nu est « dame rouge », mais l'abréviation « HN » est utilisée pour éviter la confusion avec « HY » (« Hai Ying », aigle de mer), le nom d'une série de missiles antinavires, issue de la famille de missiles « Silkworm »
Au-niveau de l'armée chinoise, la série HN-5 a été écartée des unités de première ligne et de la réserve par la série de missiles portatifs « QW », mais ces missiles sont encore utilisés par des unités de la milice.

## Caractéristiques et versions

### HN-5
Le HN-5 est une copie de rétro-ingénierie du 9K32 Strela-2 (SA-7a) soviétique.
En réponse à un besoin urgent de missiles antiaériens portatifs au-cours de la guerre du Viêt Nam, les nord-vietnamiens fournissent à la Chine un exemplaire original du Strela-2 et lui demande de produire en masse des copies pour les fournir à leurs troupes. Toutefois, en raison de la crise politique en Chine, à savoir la Révolution culturelle, le processus de rétro-ingénierie sera assez lent, et au moment où la première petite série de production sera envoyée au Viêt Nam pour évaluation, les résultats seront très mauvais. En effet, les américains auront déjà, à ce moment-là, intégré l'emploi massif de contremesures électroniques visant à contrer le HN-5 et son original soviétique, le Strela-2.
Les caractéristiques de taille, de masse et de performances du HN-5 sont très proches de celles du SA-7a soviétique.

### HN-5A
En raison des résultats insuffisants du HN-5 original, la Chine entreprend immédiatement d'améliorer le missile.
Une fois encore, le Nord-Viêt Nam fournit un exemplaire original d'un missile soviétique, cette fois-ci un Strela-« 2M » (SA-7b). Malheureusement, quand les Chinois auront finalement achevé son amélioration, il sera déjà trop tard pour le voir en action, parce que la guerre du Viêt Nam sera terminée et les relations entre les deux pays se seront dégradées.

### HN-5B
Développé par la Chine sur la base du SA-14 Gremlin soviétique.
Même s'il entre en service dans l'armée chinoise au milieu des années 1980, il ne sera révélé officiellement au public qu'à-partir de 1990. D'après des sources médiatiques chinoises et d'autres sources extérieures, la Chine aurait obtenu des exemplaires du missile « source » via le Zaïre, lorsque l'UNITA avait saisi des missiles Strela-3 des stocks des forces gouvernementales angolaises. Cela n'est pas sans rappeler la façon dont a été obtenue la première version du HN-5, avec les vietnamiens. Ce sera encore cette façon d'opérer qui permettra aux chinois d'obtenir une réplique assez fidèle du missile soviétique Igla-1, un peu plus tard.
Le HN-5B entrera en service dans l'armée pakistanaise en janvier 1990.

### Versions dérivées
Le Pakistan a produit un missile, le Anza Mk I. Il a été employé au combat à quelques reprises.

### HN-5C
Le HN-5C est une version du HN-5B montée sur véhicule, qui entre en production pour la première fois en 1986, alors qu'il ne sera révélé au public chinois qu'à-partir du début des années '90.
Un total de huit missiles sont emportés (deux grappes de quatre) sur un véhicule de type véhicule tout-terrain, associés à un système de contrôle de tir électro-optique. La taille du véhicule détermine si des recharges peuvent être utilisées. Même si les missiles de la version montée sur véhicule pourraient être utilisés dans un MANPADS (MAN Portable Air Defense System - système de défense aérienne portatif), ils ne peuvent pas être employés tels-quels sur le terrain, cette utilisation nécessitant préalablement une rénovation du système.

### HQ-5C
« HQ » provient de Hong Qi, « drapeau rouge » en chinois, la désignation commune à tous les missiles sol-air chinois.
Ce missile a été spécifiquement développé dans les années '80 pour le marché d'export. Il est une version « occidentalisée » du HN-5B, adoptant des standards occidentaux pour sa conception. La raison était que, malgré son faible prix, quand le missile HN-5 de genre soviétique avait été exporté vers des pays du tiers-monde principalement équipés d'armes occidentales, beaucoup de problèmes de compatibilité avaient vu le jour. Ajoutés aux problèmes logistiques, ils avaient fortement influencé le prix de revient du missile.
Pour éliminer ces problèmes, le HN-5C est rendu compatible avec les standards occidentaux. L'armée des Philippines aurait été l'un des deux clients à l'achat du HQ-5C, la Thaïlande étant supposée être l'autre.

## Utilisateurs
- Albanie
- Cambodge
- Chine : écarté des unités de première ligne et de la réserve par la série de missiles portatifs « QW », mais ces missiles sont encore utilisés par des unités de la milice ;
- Colombie
- Équateur[3]
- Irak : 1 000 HN-5A livrés entre 1986 et 1987[4] ;
- Pakistan : version HN-5B, puis création d'une copie locale, l'Anza Mk.I ;
- Philippines : version HQ-5C ;
- Thaïlande : supposée acheteuse de la version HQ-5C ;
- Viêt Nam : versions HN-5 et HN-5A uniquement, retirées du service.